# Tenuipenna
Tenuipenna é um gênero de traça pertencente à família Agonoxenidae.